# Andrea Pagoto
Andrea Pagoto (né le 11 juillet 1985 à Montecchio Emilia, dans la province de Reggio d'Émilie, en Émilie-Romagne) est un coureur cycliste italien, professionnel de 2006 à 2009.

## Biographie
Après une encourageante dixième place du Tour de Lombardie 2006, il peine à retrouver son niveau et se retrouve sans équipe à la fin de la saison 2009.

## Palmarès
- 2005
  - Milan-Busseto
  - 3e de Milan-Tortone
- 2006
  - 10e du Tour de Lombardie

## Résultats sur les grands tours

### Tour d'Italie
1 participation
- 2007 : 95e

## Classements mondiaux
| Année           | 2005   | 2006   | 2007 | 2008 | 2009   |
| --------------- | ------ | ------ | ---- | ---- | ------ |
| UCI Europe Tour | 1 059e | 1 093e |      | 760e | 1 059e |